# Julija Avdeeva
Julija Antonovna Avdeeva (in russo Юлия Антоновна Авдеева?; San Pietroburgo, 6 luglio 2002) è una tennista russa.

## Carriera
Julija Avdeeva ha vinto 5 titoli in singolare nel circuito ITF in carriera. Il 20 maggio 2024 ha raggiunto il best ranking in singolare alla 188ª posizione mondiale, mentre il 17 giugno 2024 ha raggiunto in doppio la 408ª posizione mondiale.
Nel febbraio 2024, ha vinto il Burg-Wächter Ladies Open sconfiggendo in serie Polina Kudermetova, Berfu Cengiz, Marina Bassols Ribera, Océane Dodin, e in finale Alison Van Uytvanck. Si è qualificata nel suo primo Grand Slam al debutto agli Open di Francia 2024 dopo aver sconfitto Emiliana Arango, Margaux Rouvroy e Olivia Gadecki nelle qualificazioni.

## Statistiche ITF

### Singolare

#### Vittorie (5)
| Torneo $100.000 (0) |
| Torneo $80.000 (0)  |
| Torneo $60.000 (3)  |
| Torneo $40.000 (0)  |
| Torneo $25.000 (2)  |
| Torneo $15.000 (0)  |

| N. | Data             | Torneo                                         | Superficie    | Avversaria in finale | Punteggio     |
|    | 25 gennaio 2021  | Artengo Open Series, Adalia                    | Terra rossa   | Sapfo Sakellaridi    | 1-3 stop      |
| 1. | 21 maggio 2023   | Kuršumlijska Banja Women's, Kuršumlijska Banja | Terra rossa   | Lina Ǵorčeska        | 6-1, 6-4      |
| 2. | 22 ottobre 2023  | Hamburg Ladies & Gents Cup, Amburgo            | Cemento (i)   | Ella Seidel          | 6-4, 7-6(2)   |
| 3. | 18 febbraio 2024 | Burg-Wächter Ladies Open, Altenkirchen         | Sintetico (i) | Alison Van Uytvanck  | 6-4, 6-4      |
| 4. | 6 ottobre 2024   | Internationaux de Reims-Champagne, Reims       | Cemento (i)   | Margaux Rouvroy      | 3-6, 6-3, 6-4 |
| 5. | 16 febbraio 2025 | REWE PETZ Ladies Open, Altenkirchen            | Sintetico (i) | Darija Snihur        | 6-3, 6-3      |

#### Sconfitte (7)
| Torneo $100.000 (0) |
| Torneo $80.000 (0)  |
| Torneo $60.000 (0)  |
| Torneo $40.000 (0)  |
| Torneo $25.000 (3)  |
| Torneo $15.000 (4)  |

| N. | Data             | Torneo                                   | Superficie  | Avversaria in finale | Punteggio           |
| 1. | 27 dicembre 2020 | GD Tennis Academy, Adalia                | Terra rossa | Amina Anšba          | 2-6, 5-7            |
| 2. | 2 maggio 2021    | Tennis Organisation, Adalia              | Terra rossa | Olivia Gadecki       | 3-6, 2-6            |
| 3. | 9 maggio 2021    | Tennis Organisation, Adalia              | Terra rossa | Polina Lejkina       | 1-6, 0-6            |
| 4. | 27 giugno 2021   | ITF Women's Circuit Alkmaar, Alkmaar     | Terra rossa | Quirine Lemoine      | 6(6)-7, 1-6         |
| 5. | 14 agosto 2022   | Brasov Open, Brașov                      | Terra rossa | Andreea Roșca        | 1-6, 7-6(5), 6(1)-7 |
| 6. | 4 giugno 2023    | ITF Women Troisdorf, Troisdorf           | Terra rossa | Carolina Kuhl        | 6–3, 4–6, 4–6       |
| 7. | 8 ottobre 2023   | Internationaux de Reims-Champagne, Reims | Cemento (i) | Alison Van Uytvanck  | 4-6, 4-6            |

### Doppio

#### Sconfitte (6)
| Torneo $100.000 (0) |
| Torneo $80.000 (0)  |
| Torneo $60.000 (3)  |
| Torneo $40.000 (0)  |
| Torneo $25.000 (2)  |
| Torneo $15.000 (1)  |

| N. | Data              | Torneo                                   | Superficie  | Compagna                 | Avversarie in finale              | Punteggio           |
| 1. | 2 aprile 2022     | Antalya Series, Adalia                   | Terra rossa | Sapfo Sakellaridi        | Vlada Koval' Dar'ja Lodikova      | 4–6, 6–3, [4–10]    |
| 2. | 12 agosto 2023    | Leipzig Open, Lipsia                     | Terra rossa | Arina Gabriela Vasilescu | Estelle Cascino Seone Mendez      | 2-6, 7-6(4), [8-10] |
| 3. | 6 ottobre 2023    | Internationaux de Reims-Champagne, Reims | Cemento (i) | Anna Čekanskaja          | Martyna Kubka Lisa Zaar           | 3-6, 2-6            |
| 4. | 21 ottobre 2023   | Hamburg Ladies & Gents Cup, Amburgo      | Cemento (i) | Ekaterina Maklakova      | Tayisiya Morderger Yana Morderger | 1-6, 4-6            |
| 5. | 14 settembre 2024 | Le Neubourg Open, Le Neubourg            | Cemento     | Ekaterina Maklakova      | Lina Glushko Anastasija Tichonova | 3-6, 1-6            |
| 6. | 19 aprile 2025    | Koper Open, Capodistria                  | Terra rossa | Ekaterina Maklakova      | Kristina Novak Ivana Šebestová    | 5-7, 6-0, [6-10]    |